# Roland Trettl

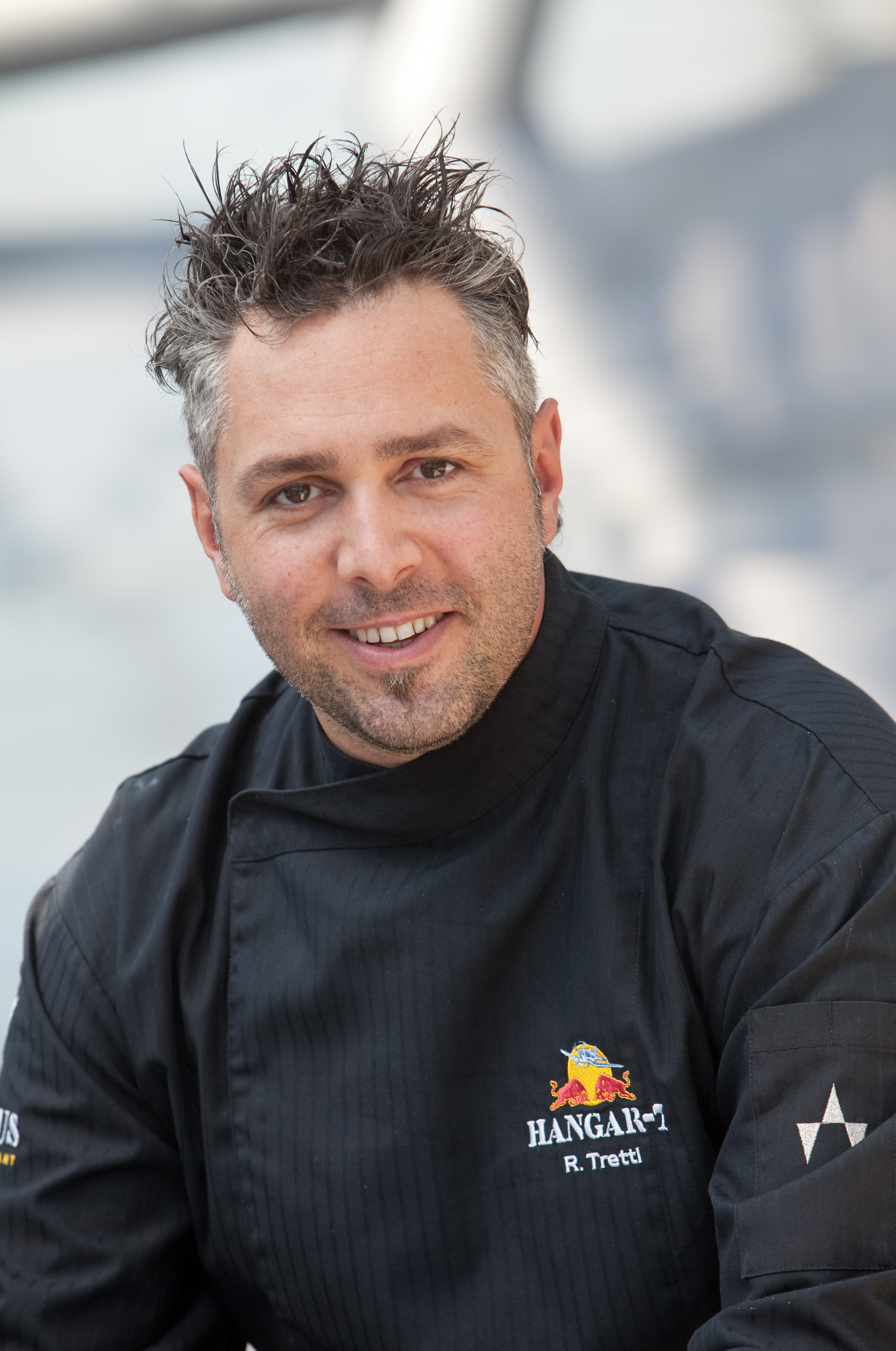
Roland Trettl, 2012

Roland Trettl (* 3. Juli 1971 in Bozen, Südtirol) ist ein italienisch-deutscher Koch, Autor von Kochbüchern und Fernsehmoderator.

## Ausbildung und Karriere
Trettl begann seine Ausbildung zum Koch 1987 im Parkhotel Holzner in seinem Heimatort Oberbozen auf dem Ritten und setzte sie in Bozen im Restaurant Amadé fort. Danach machte Trettl Station in Eckart Witzigmanns Münchener Restaurant Aubergine und im Restaurant Tantris, bevor er wieder ins Amadé zurückkehrte.
Von 1997 bis 2001 war er Küchenchef in Witzigmanns Restaurant Ca’s Puers auf Mallorca, das im Jahr 2000 vom Guide Michelin mit einem Stern ausgezeichnet wurde. Nach internationalen Einsätzen war Trettl für sechs Monate im Restaurant Marine Terrace in Tokio als Food-and-Beverage-Trainer im Einsatz.
Von Mai 2003 bis Ende 2013 arbeitete Trettl als Executive Chef im Restaurant Ikarus im Hangar-7 am Flughafen Salzburg. Unter der Schirmherrschaft von Eckart Witzigmann stellte Trettl im Monatsrhythmus Köche aus aller Welt vor. Das von Trettl geführte Restaurant Ikarus wurde sowohl im Falstaff Restaurantguide als auch von Gault-Millau Österreich ausgezeichnet und erhielt 2004 einen Michelin-Stern.
Seit 2018 ist Trettl Miteigentümer der Spiceworld Gewürzmanufaktur in Salzburg, die Gewürze und Gewürzmischungen vertreibt. Seit August 2021 macht er Werbung für Kloster Kitchen.

## Fernsehen
2013, 2015, 2021 und 2023 hatte Trettl einen Auftritt als Gastjuror in der Sat.1 Koch-Castingshow The Taste. Von 2016 bis 2018 ersetzte er dort von der vierten bis zur sechsten Staffel Tim Mälzer als Juror. Am 13. März 2016 trat er als Kochgegner von Mälzer in der VOX-Kochshow Kitchen Impossible an, und war von da an in mehreren Folgen der Sendereihe zu sehen, darunter mehreren Weihnachts-Editionen. Zudem moderierten die beiden die Sat.1-Sendung Karawane der Köche. 2017 und 2018 war er in der Kochshow Grill den Profi in mehreren Folgen zu sehen. Seit 2018 ist er Gastgeber in der VOX-Dating-Doku First Dates – Ein Tisch für zwei.
2025 war Trettl drei Folgen lang Teilnehmer der 18. Staffel der RTL-Tanzshow Let’s Dance.

## Privates
Trettl heiratete 2010 und wurde 2012 Vater eines Sohnes. Er und seine Ehefrau Daniela gaben im Januar 2023 ihre Trennung bekannt. Im Januar 2025 machte er die Beziehung zu Miriam Höller öffentlich. Er lebt  in Salzburg.

## Auszeichnungen
- 1999: Ein Stern im Guide Michelin 2000 für das Restaurant Ca's Puers
- 2005: Internationaler Eckart Witzigmannpreis
- 2007: Junge Südtiroler im Ausland
- 2007: A la Carte, Gourmet Trophée
- 2011: 100 Punkte im Falstaff Restaurant Guide